# Compagnie J.G. Brill
Pour les articles homonymes, voir Brill.

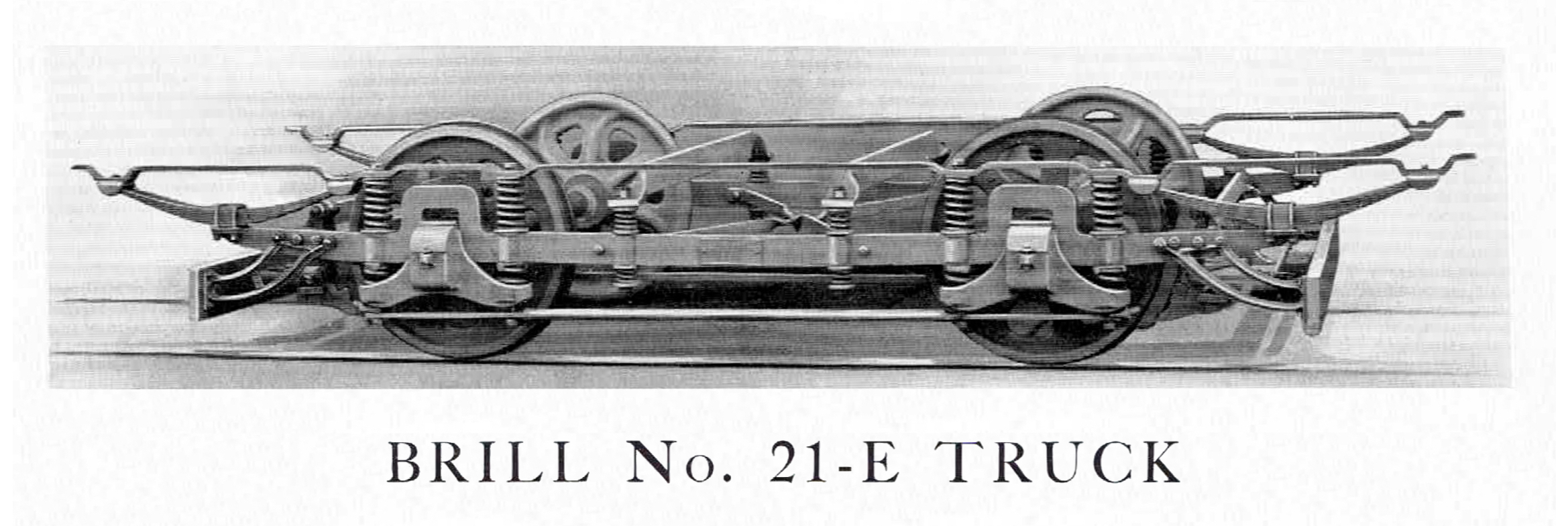

La Compagnie J.G. Brill ou JG Brill Company est un constructeur de tramways, installé dans la ville de Philadelphie, dans l'état de Pennsylvanie aux États-Unis. L'entreprise est née en 1868 et disparait en 1954. C'est le premier producteur de tramways aux États-Unis.

## Histoire

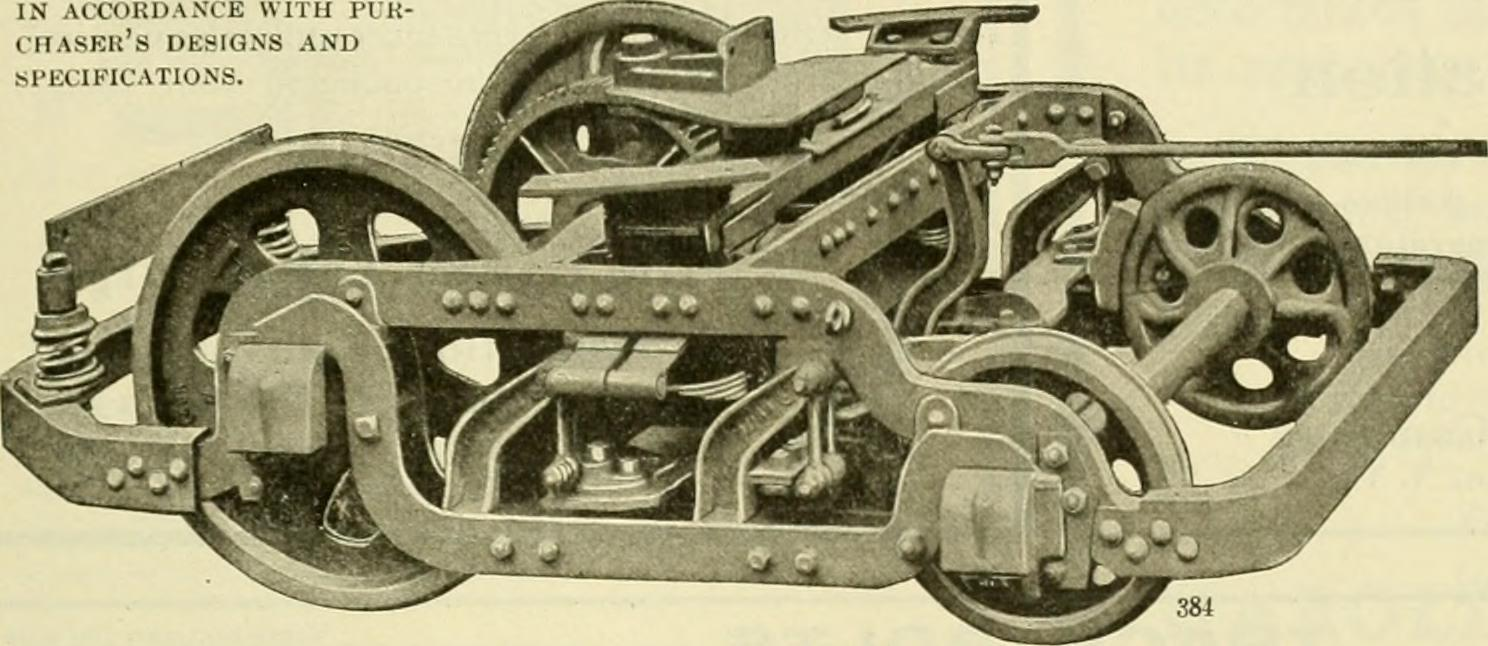
Bogie de type maximum traction

En 1868, est créée la société JG-Brill and Son par John Georges Brill et son fils ainé Georges Martin Brill. Elle construit des voitures  et tramways à chevaux.
Le 21 fevrier 1887 est créée la JG Brill Company.
En 1888, le 22 septembre, John Georges Brill décède. Son fils ainé Georges Martin Brill devient président de la société. John Albert Brill, le dernier fils, devient le vice-président de la société. Ses deux frères Georges et Edwards ont aussi un rôle dans la société.
En 1892 est conçu le truck Brill type 21, châssis motorisé, équipant les tramways à deux essieux (four wheels car). Ce châssis est appelé aux États-Unis Single truck.
La compagnie Brill développe également les bogies pour voitures de tramways appelés Double truck et les bogies de type Maximum traction à roues inégales. Sur le même bogie, les deux essieux ont des roues de diamètres différents.
Le bogie Brill 177 E équipe de nombreuses voitures de tramways dans le monde entier.